# Тармонт (Мериленд)
Тармонт (енгл. Thurmont) град је у америчкој савезној држави Мериленд.

## Демографија
По попису из 2010. године број становника је 6.170, што је 582 (10,4%) становника више него 2000. године.
| Група             | 2000.         | 2010.         |
| Белци             | 5.459 (97,7%) | 5.817 (94,3%) |
| Афроамериканци    | 15 (0,3%)     | 62 (1,0%)     |
| Азијати           | 21 (0,4%)     | 39 (0,6%)     |
| Хиспаноамериканци | 37 (0,7%)     | 149 (2,4%)    |
| Укупно            | 5.588         | 6.170         |